# Беседы с убийцей: Записи Теда Банди
«Беседы с убийцей: Записи Теда Банди» (англ. Conversations with a Killer: The Ted Bundy Tapes) — американский документальный телевизионный мини-сериал, посвящённый 30 летию казни Теда Банди, премьера которого состоялась 19 декабря 2019 года на телеканале Netflix. Сценаристом и режиссёром стал Джо Берлингер. Сериал состоит из четырёх 60 минутных эпизодов, в которых содержатся выдержки из более чем 100 часовых интервью и архивных видеозаписей серийного убийцы Теда Банди, а также интервью с его семьёй, друзьями, выжившими жертвами и сотрудниками правоохранительных органов, которые работали над его делом.

## Сюжет
Сериал хронологически отслеживает жизнь Теда Банди: преступления, аресты, побеги и смерть. В сериале содержатся архивные кадры, полицейские улики, личные фотографии и интервью Стивена Мишо с Тедом Банди в камере смертников в 1980 году. Имеются интервью с людьми, связанных с делом Теда Банди, включая выживших жертв, свидетелей, его семью и друзей, а также офицеров, чиновников и журналистов.

## Список эпизодов
| № | Название                        | Дата премьеры   |
| --- | ------------------------------- | --------------- |
| 1 | «Дьявольски красивый»           | январь 24, 2019 |
| Сериал начинается с интервью двух журналистов, Стивена Мишо и Хью Эйнсворта, обсуждающих новый проект, который может привлечь аудиторию: история Теда Банди с его собственной точки зрения. Эпизод знакомит с первой парой девушек, которые пропали без вести в районе Вашингтонского университета. Представители полиции и журналисты, работающие над этим делом, также представлены в серии. |                                 |                 |
| 2 | «Один из нас»                   | январь 24, 2019 |
| В полицию позвонила женщина, которая волновалась за своего парня по имени Тед, что сделало его подозреваемым. Кэрол ДеРонч, жертва, которой удалось сбежать от Теда Банди, помогла полиции в расследовании. Тед Банди арестован за похищение ДеРонч. |                                 |                 |
| 3 | «Не моя очередь следить за ним» | январь 24, 2019 |
| После побега из тюрьмы, Тед Банди меняет свою внешность, чтобы запутать полицию. Во время второго побега прибывает во Флориду, где совершил три убийства и на месте преступления оставил немного улик. Полиция Флориды задерживает Теда Банди. |                                 |                 |
| 4 | «Гори Банди, гори!»             | январь 24, 2019 |
| Последний эпизод показывает как Тед Банди защищает сам себя в судебных процессах, связанных с убийством трёх женщин во Флориде. При наличии доказательств и свидетелей суд приговаривает Теда Банди к смертной казни. За день до казни психолог, который изучал мозговую активность агрессивных мужчин, приходит к выводу, что у серийного убийцы был маниакально-депрессивный психоз. Эпизод показывает события, произошедшие за несколько дней до казни, в том числе его признание в убийстве 30 женщин из шести штатов. |                                 |                 |

## Показанные случаи

### Убийство в «Chi Omega»
После побега из тюрьмы округа Гарфилд в Колорадо-Спрингс Тед Банди отправился во Флориду, где проник в помещение женского студенческого объединения «Chi Omega» в Университете штата Флорида. Он жестоко избил четырех девушек и убил двоих, Лизу Леви и Маргарет Боуман. Лиза Леви была изнасилована. Тед Банди скрылся с места происшествия, но оставил улику, которая позже связала его с убийствами: двойной след укуса на ягодицах Лизы Леви. Месяц спустя Тед Банди был арестован полицией Пенсаколы, когда полицейские задержали его за рулём автомобиля. У Теда Банди при себе было несколько украденных кредитных карт, его личность была установлена позднее. Полиция начала связывать убийства в доме «Chi Omega», а также серию убийств молодых девушек по всей стране с личностью Теда Банди. Шериф округа Лион Кеннет Кацарис решил сопоставить следы укусов найденные на теле Лизы Леви с зубами Банди. Ортодонты взяли слепок зубов Теда Банди и вызвали доктора Ричарда Суивера, судебного стоматолога в качестве свидетеля в суд. В здании суда у доктора спросили, совпадают ли следы укусов, найденные на теле Лизы Леви с зубами Теда Банди. Ричард Суивер ответил утвердительно, присяжные провели шесть часов, обдумывая, виновен ли подсудимый, и в итоге признали его виновным в убийстве первой степени.

### Похищение и убийство Кимберли Лич
До ареста полицией Пенсаколы, Тед Банди похитил ещё одну жертву — 12 летнюю Кимберли Лич, которая пропала во время посещения школы 9 февраля 1978 года. Через два месяца после исчезновения тело Кимберли Лич было найдено в сарае, 12 летняя девочка подверглась нападению и была убита. В 1980 году прокурор Боб Декл связал Теда Банди с делом Лич благодаря уликам, найденным в его фургоне и на одежде, которую он предположительно носил в день убийства, были обнаружены волокна одежды Кимберли. Свидетели сообщили, что видели, как маленькая девочка шла с мужчиной, похожим на Теда Банди, к белому фургону. Основываясь на этих доказательствах присяжные признали Теда Банди виновным, и ему вновь была назначена смертная казнь.

### Исповедь и смертная казнь
22 января 1989 года, за два дня до своей казни, Тед Банди признался, что убил около тридцати женщин.

## Критика
Сериал получил смешанные отзывы от критиков. По оценке агрегатора рецензий «Rotten Tomatoes», рейтинг одобрения составляет 54 %, а средний рейтинг — 5,88 / 10 на основе 24 отзывов. Критический консенсус сайта гласит: «В „Беседах с убийцей: Записи Теда Банди“ повествование ведётся с иронией и скрывается самоанализ, что делает их такими же призрачными, как и предмет сериала». На сайте «Metacritic», в котором используется взвешенная средняя оценка, сериал имеет оценку 55 на основе отзывов от 6 критиков, что указывает на «смешанные или средние отзывы».
В «Vulture» Мэтт Золлер Зейтц написал, что был немного разочарован в сериале, но оценил «переплетение» новостных репортажей, изображений и интервью. По его мнению то, что Стивен Мишо не смог понять мотивы Теда Банди, не означает, что сериал не достиг своей цели.